# Kano og kajak under sommer-OL 2016
Kano og kajak under sommer-OL 2016 blev afviklet som to forskellige discipliner. Det drejede sig om slalom og sprint. Konkurrencen i slalom fandt sted den 7. august - 11. august 2016 på det olympiske Whitewater Stadium. Der var i alt kvalificeret 82 deltagere, hvor de 21 var damer og de 61 var herrer. Konkurrencen i sprint fandt sted den 15. august - 20. august 2016 på Lagoa Rodrigo de Freitas ved Copacabana. Der var i alt kvalificeret 246 deltagere, hvor de 88 var damer og de 158 var herrer.

## Deltagelse

### Deltagende nationer
- Argentina (10)
- Australien (18)
- Østrig (2)
- Aserbajdsjan (4)
- Hviderusland (12)
- Belgien (1)
- Brasilien (10)
- Bulgarien (2)
- Canada (9)
- Kina (10)
- Cookøerne (2)
- Cuba (6)
- Tjekkiet (12)
- Danmark (5)
- Ecuador (1)
- Egypten (2)
- Frankrig (15)
- Georgien (1)
- Tyskland (16)
- Storbritannien (11)
- Ungarn (18)
- Italien (4)
- Japan (5)
- Kasakhstan (13)
- Letland (2)
- Libanon (1)
- Litauen (6)
- Moldova (1)
- Marokko (1)
- Mexico (1)
- Mozambique (2)
- New Zealand (9)
- Nigeria (1)
- Palau (1)
- Polen (15)
- Portugal (7)
- Rumænien (8)
- Rusland (19)
- Samoa (1)
- São Tomé og Príncipe (1)
- Senegal (3)
- Serbien (10)
- Slovakiet (12)
- Slovenien (6)
- Sydafrika (1)
- Sydkorea (2)
- Spanien (11)
- Sverige (5)
- Tunesien (3)
- Tyrkiet (1)
- Ukraine (9)
- USA (6)
- Usbekistan (4)

## Turneringsformat

### Slalom
Hver konkurrence startede med indledende heats. Alle atleter havde to gennemløb og det bedste resultat var afgørende for hvilke atleter der kvalificerede sig til semifinalen. I semifinalerne og finalerne havde atleterne kun ét gennemløb. 

### Sprint
Afhængig af antallet af deltagere i disciplinen, bestod hver konkurrence af indledende heats,
semifinaler og finaler. Der deltog generelt 8 roere i hvert løb og i hver disciplin, på nær K4 for både damer og herrer, blev der afholdt B finaler for at afgøre pladserne fra 9 til 16. 
For alle discipliner var det afgørende om der var over eller under 16 deltagere. Såfremt der var under 16 deltagere var der kun to indledende heats. Vinderne af hvert af disse heats gik direkte til finalen mens de resterende både gik til de to semifinaler. Herfra gik de tre bedste deltagere til finalen mens de resterende gik til B finalen (undtagen K4). I discipliner med over 16 deltagere var der tre indledende heats. I disse heats gik de fem bedste deltagere samt den bedste tid videre til semifinalerne. Øvrige deltagere var elimineret. Fra semifinalerne gik de fire bedste deltagere til finalen mens de resterende gik til B finalen. 

## Den olympiske turnering
Der blev konkurreret i følgende enkeltdiscipliner:

### Slalom

#### Damer
K1 slalom (damer)

#### Herrer
K1 slalom (herrer)

C1 slalom (herrer) 

C2 slalom (herrer)

### Sprint

#### Damer
K1 200 m (damer) 

K1 500 m (damer) 

K2 500 m (damer) 

K4 500 m (damer) 

#### Herrer
K1 200 m (herrer)  

K1 1000 m (herrer) 

K2 200 m (herrer) 

K2 1000 m (herrer) 

K4 1000 m (herrer) 

C1 200 m (herrer) 

C1 1000 m (herrer) 

C2 1000 m (herrer)

## Tidsplan
| H | Heats | ½ | Semifinaler | F | Finaler |

| Konkurrence↓/Dato → | Søndag 7 | Mandag 8 | Tirsdag 9 | Tirsdag 9 | Onsdag 10 | Onsdag 10 | Tordag 11 | Tordag 11 |
| ------------------- | -------- | -------- | --------- | --------- | --------- | --------- | --------- | --------- |
| C1 slalom (herrer)  | H        |          | ½         | F         |           |           |           |           |
| C2 slalom (herrer)  |          | H        |           |           |           |           | ½         | F         |
| K1 slalom (herrer)  | H        |          |           |           | ½         | F         |           |           |
| K1 slalom (damer)   |          | H        |           |           |           |           | ½         | F         |

| Konkurrence↓/Dato → | Mandag 15 | Mandag 15 | Tirsdag 16 | Onsdag 17 | Onsdag 17 | Torsdag 18 | Fredag 19 | Fredag 19 | Lørdag 20 |
| ------------------- | --------- | --------- | ---------- | --------- | --------- | ---------- | --------- | --------- | --------- |
| C1 200 m (herrer)   |           |           |            | H         | ½         | F          |           |           |           |
| C1 1000 m (herrer)  | H         | ½         | F          |           |           |            |           |           |           |
| C2 1000 m (herrer)  |           |           |            |           |           |            | H         | ½         | F         |
| K1 200 m (herrer)   |           |           |            |           |           |            | H         | ½         | F         |
| K1 1000 m (herrer)  | H         | ½         | F          |           |           |            |           |           |           |
| K2 200 m (herrer)   |           |           |            | H         | ½         | F          |           |           |           |
| K2 1000 m (herrer)  |           |           |            | H         | ½         | F          |           |           |           |
| K4 1000 m (herrer)  |           |           |            |           |           |            | H         | ½         | F         |
| K1 200 m (damer)    | H         | ½         | F          |           |           |            |           |           |           |
| K1 500 m (damer)    |           |           |            | H         | ½         | F          |           |           |           |
| K2 500 m (damer)    | H         | ½         | F          |           |           |            |           |           |           |
| K4 500 m (damer)    |           |           |            |           |           |            | H         | ½         | F         |

## Medaljefordeling
| Medaljetagere | Medaljetagere        | Medaljetagere | Medaljetagere | Medaljetagere | Medaljetagere |
| ------------- | -------------------- | ------------- | ------------- | ------------- | ------------- |
| Placering     | Nation               | Guld          | Sølv          | Bronze        | Total         |
| 1             | Tyskland (GER)       | 4             | 2             | 1             | 7             |
| 2             | Spanien (ESP)        | 3             | 0             | 1             | 4             |
| 3             | Ungarn (HUN)         | 3             | 0             | 0             | 3             |
| 4             | Storbritannien (GBR) | 2             | 2             | 0             | 4             |
| 5             | Frankrig (FRA)       | 1             | 1             | 1             | 3             |
| 6             | New Zealand (NZL)    | 1             | 1             | 1             | 3             |
| 7             | Slovakiet (SVK)      | 1             | 2             | 0             | 3             |
| 8             | Ukraine (UKR)        | 1             | 0             | 1             | 2             |
| 9             | Brasilien (BRA)      | 0             | 2             | 1             | 3             |
| 10            | Aserbajdsjan (AZE)   | 0             | 1             | 1             | 2             |
| 10            | Tjekkiet (CZE)       | 0             | 1             | 2             | 3             |
| 10            | Polen (POL)          | 0             | 1             | 1             | 2             |
| 13            | Danmark (DEN)        | 0             | 1             | 0             | 1             |
| 13            | Serbien (SRB)        | 0             | 1             | 0             | 1             |
| 13            | Slovenien (SLO)      | 0             | 1             | 0             | 1             |
| 16            | Australien (AUS)     | 0             | 0             | 2             | 2             |
| 17            | Hviderusland (BLR)   | 0             | 0             | 1             | 1             |
| 17            | Japan (JPN)          | 0             | 0             | 1             | 1             |
| 17            | Litauen (LTU)        | 0             | 0             | 1             | 1             |
| 17            | Moldova (MDA)        | 0             | 0             | 1             | 1             |
| 17            | Rusland (RUS)        | 0             | 0             | 1             | 1             |
| Total         | Total                | 16            | 16            | 17            | 49            |

### Slalom
| Konkurrencer       | Guld                           | Sølv                            | Bronze                         |
| ------------------ | ------------------------------ | ------------------------------- | ------------------------------ |
| C1 slalom (herrer) | Denis Gargaud Chanut           | Matej Beňuš                     | Takuya Haneda                  |
| C2 slalom (herrer) | Ladislav Škantár Peter Škantár | David Florence Richard Hounslow | Gauthier Klauss Matthieu Péché |
| K1 slalom (herrer) | Joseph Clarke                  | Peter Kauzer                    | Jiří Prskavec                  |
| K1 slalom (damer)  | Maialen Chourraut              | Luuka Jones                     | Jessica Fox                    |

### Sprint
Herrer
| Konkurrence        | Guld                                                | Sølv                                          | Bronze                                            |
| ------------------ | --------------------------------------------------- | --------------------------------------------- | ------------------------------------------------- |
| C1 200 m (herrer)  | Yuriy Cheban                                        | Valentin Demyanenko                           | Isaquias Queiroz                                  |
| C1 1000 m (herrer) | Sebastian Brendel                                   | Isaquias Queiroz                              | Serghei Tarnovschi                                |
| C2 1000 m (herrer) | Sebastian Brendel Jan Vandrey                       | Erlon Silva Isaquias Queiroz                  | Dmytro Ianchuk Taras Mishchuk                     |
| K1 200 m (herrer)  | Liam Heath                                          | Maxime Beaumont                               | Saúl Craviotto Ronald Rauhe                       |
| K1 1000 m (herrer) | Marcus Walz                                         | Josef Dostál                                  | Roman Anoshkin                                    |
| K2 200 m (herrer)  | Saúl Craviotto Cristian Toro                        | Liam Heath Jon Schofield                      | Aurimas Lankas Edvinas Ramanauskas                |
| K2 1000 m (herrer) | Max Rendschmidt Marcus Gross                        | Marko Tomićević Milenko Zorić                 | Ken Wallace Lachlan Tame                          |
| K4 1000 m (herrer) | Max Rendschmidt Tom Liebscher Max Hoff Marcus Gross | Denis Myšák Erik Vlček Juraj Tarr Tibor Linka | Daniel Havel Lukáš Trefil Josef Dostál Jan Štěrba |

Damer
| Konkurrence      | Guld                                                         | Sølv                                                           | Bronze                                                                 |
| ---------------- | ------------------------------------------------------------ | -------------------------------------------------------------- | ---------------------------------------------------------------------- |
| K1 200 m (damer) | Lisa Carrington                                              | Marta Walczykiewicz                                            | Inna Osypenko-Radomska                                                 |
| K1 500 m (damer) | Danuta Kozák                                                 | Emma Jørgensen                                                 | Lisa Carrington                                                        |
| K2 500 m (damer) | Gabriella Szabó Danuta Kozák                                 | Franziska Weber Tina Dietze                                    | Beata Mikołajczyk Karolina Naja                                        |
| K4 500 m (damer) | Gabriella Szabó Danuta Kozák Tamara Csipes Krisztina Fazekas | Sabrina Hering Franziska Weber Steffi Kriegerstein Tina Dietze | Marharyta Makhneva Nadzeya Liapeshka Volha Khudzenka Maryna Litvinchuk |